# Münsterland
Het Münsterland (Nedersaksisch: Mönsterland) is de culturele regio rondom de Duitse stad Münster. De regio is gelegen in het noorden van Westfalen en kan terugblikken op een rijke geschiedenis.
Het gebied moet niet worden verward met het zgn. Oldenburgische Münsterland. Van 1252 tot 1803 had het bisdom Münster de wereldlijke heerschappij (en vanaf 1656 ook de kerkelijke macht) over de Landkreis Cloppenburg  en  de Landkreis Vechta, in het graafschap Oldenburg. Deze -overwegend katholieke gebieden dragen nog altijd de naam Oldenburgisches Münsterland, om deze streek van het overwegend protestantse gebied eromheen te onderscheiden.
De regio omvat het gedeelte van de Westfaalse bocht dat noordelijk van de Lippe ligt. In de oorspronkelijke betekenis staat het Münsterland gelijk aan het Oversticht Münster. Sinds de bestuurlijke herindeling van 1975 wordt het gebied ook volgens de nieuwe regiogrenzen afgebakend.
Het regionale bewustzijn van de bewoners van het Münsterland is sterk ontwikkeld. Het is ontstaan door de lange gemeenschappelijke geschiedenis van katholieke gezindheid, het landelijke karakter van de plaatsen en de betekenis van Münster als cultureel, economisch en geestelijk centrum.

## Geografie
De ruimtelijke afbakening van het gebied is onbestemd; de plaatsen ten oosten en ten westen van Münster behoren zonder twijfel tot de regio maar bij de plaatsen meer naar het noorden en het zuiden is dit minder duidelijk.

### Bestuurlijke indeling en aangrenzende regio's
Vanuit de bestuurlijke indeling bekeken worden tot het Münsterland gerekend
de stad Münster en de bestuurlijke regio's Borken, Coesfeld, Steinfurt en Warendorf.
In deze regio wonen een kleine 1,6 miljoen mensen op 5940 km² (2005).
De regio grenst aan Nederland in het westen, de regio Nederrijn in het zuidwesten, het Ruhrgebied in het zuiden, de Soester Börde in het zuidoosten, de regio Ostwestfalen-Lippe in het oosten, en in het noorden aan Nedersaksen (Osnabrücker Land en Emsland).

### Münsterland in het verleden
Het gewest Münsterland bestond in het verleden uit de bovengenoemde regio's, met uitzondering van het evangelisch georiënteerde Tecklenburger Land in het oosten van de Kreis Steinfurt, dat aan de andere kant van het Teutoburgerwoud ligt en meer op Osnabrück gericht is.
Delen die in het verleden wel tot het Münsterland behoorden zijn
Dingden in de regio Wesel, Haltern am See, de noordelijke stadsdelen van Dorsten in de regio Recklinghausen, Selm, Werne en het stadsdeel Altlünen behorend tot Lünen in de regio Unna. Voorts Bockum-Hövel, Heessen (nu behorend tot de gemeente Hamm), Herzfeld en Lippborg in de gemeente Lippetal in de regio Soest alsook Harsewinkel en de Langenbergse stadsdelen Benteler in de regio Gütersloh.

### Het natuurlijke landschap Münsterland
Het Münsterland bestaat uit een laagvlakte die bestaat uit het noordelijke en het centrale deel van de Westfälische Bucht en grenst in het zuiden aan de Hellwegbörden. De noordelijke en noordoostelijke grens van Münsterland wordt daarentegen gevormd door het Teutoburgerwoud, terwijl in het zuiden het riviertje de Lippe zowel de natuurlijke als historische grens vormt.
De natuurlijke regio is verdeeld in een centraal gedeelte, het Kernmünsterland of ook het Kleimünsterland genoemd, het Oostmünsterland aan de bovenloop van de Eems, en het westelijke Münsterland aan de grens met Nederland. Het Kernmünsterland bezit een mergelachtige kleibodem, de andere delen bestaan meer uit zandgronden en worden daarom soms als het Zandmünsterland bestempeld.
De natuurlijke grens heeft geen doorslaggevende invloed op het regiobewustzijn van de bewoners omdat dit meer door de historische verbanden bepaald wordt. Zo ligt de regio Gütersloh weliswaar voornamelijk binnen de natuurlijke grenzen van de regio maar de bewoners voelen zich geen Münsterlanders.
Als het Tecklenburger Land erbij gerekend wordt, is het hoogste punt van het gebied de Westerbecker Berg in het Teutoburgerwoud met een hoogte van 235 meter. Verder bevinden zich in deze streek slechts een paar heuvelruggen zoals de Baumberge ten westen van Münster met hoogtes tot 188 meter, de Beckumer Berge in het zuidoosten reikend tot 173 meter en de Hohe Mark in het zuidwesten met als top 146 meter.
De landschapsstructuren zijn gevormd door intensieve, maar kleinschalige landbouw. Akkers en weiden omgeven door boomstroken en kleine bosschages leveren een parkachtig landschap op dat soms ook het 'Münsterlandse Parklandschap' genoemd wordt.

### Belangrijkste steden en verkeerswegen
De centraal gelegen hoofdplaats Münster is de enige grote stad. De steden Rheine, Bocholt, Ahlen, Ibbenbüren, Dülmen en Gronau, met elk circa 50.000 inwoners, hebben hun groei te danken aan de industrialisering, en dan met name de textielindustrie. Van betekenis zijn verder de huidige regionale hoofdsteden Borken, Coesfeld, Steinfurt en Warendorf evenals de oude regionale centra Ahaus, Beckum en Lüdinghausen.
De voornaamste autowegen zijn A 1, de A 31 en de A 43 in noord-zuidrichting en daarnaast de A 30 en de A 2 in oost-westrichting.
De Eems is de belangrijkste rivier in de regio, het Dortmund-Eemskanaal en het Mittellandkanal zijn de belangrijkste waterwegen. De Luchthaven Münster-Osnabrück (FMO) in Greven is van regionale betekenis voor zowel zakelijk als toeristisch verkeer.
Het Münsterland bezit een dicht net van spoorwegen, waarvan de zg. „Rollbahn“ behorend tot de voormalige Cöln-Mindener spoorwegonderneming van Wanne-Eickel via Münster naar Osnabrück de belangrijkste is. Andere tracés zijn de spoorlijn Empel-Rees - Münster (Baumbergebahn) en de spoorlijn Münster - Glanerbeek.

## Geschiedenis
Binnen het grondgebied van het tegenwoordige Münsterland zijn sporen aangetroffen van nomadische jagers uit circa 8000 v.Chr. Sinds 2000 v.Chr. is de streek daadwerkelijk bewoond. Dit bewijzen de steenkist graven in Beckum. Het waren vooral stammen van de Bructeren, Chamaven en Cherusken, die de streek rond het begin van de jaartelling bewoonden. In deze periode hadden ook de Romeinen vaste nederzettingen aan de Lippe in het zuiden van het Münsterland.
Het Münsterland was rond het jaar 500 bevolkt door de Saksen. Als gevolg van de Saksenoorlogen en van Karel de Grote kwam de missionaris Liudger (793 - Billerbeck, 809) in deze regio en stichtte een klooster in het dorp Mimigerneford. De Latijnse naam voor klooster is Monasterium en van dit woord is de naam van de stad Münster afgeleid. Reeds in 805 werd Münster een bisdom. In 1170 verkreeg de stad stadsrechten.
Münster behoorde net als andere steden in het Münsterland tot de zogenaamde Hanze. Van betekenis was in die tijd ook de plaats Vreden die in 839 voor het eerst schriftelijk genoemd werd en die in 1252 stadsrechten verkreeg. De stad Vreden behoorde tot het bisdom Münster terwijl het Sticht Vreden tot het Aartsbisdom Keulen behoorde.
Na de val van de Saksenkoning Hendrik de Leeuw en het uiteenvallen van het hertogdom Saksen ontwikkelde het Münsterland zich door de stichting van het Prinsbisdom Münster tot een invloedrijke regio. De adel had hier grote invloed, wat tegenwoordig nog valt af te lezen aan het grote aantal kastelen. Tijdens de Reformatie heerste in Münster een radicale sekte: de Anabaptisten. In de Dertigjarige Oorlog (1618 - 1648) had de regio zwaar te lijden onder heen en weer trekkende fronten. De steden werden regelmatig geplunderd en gebrandschat. De Vrede van Münster werd grotendeels in het van oorlogsschade verschoond gebleven Münster besloten en ondertekend.

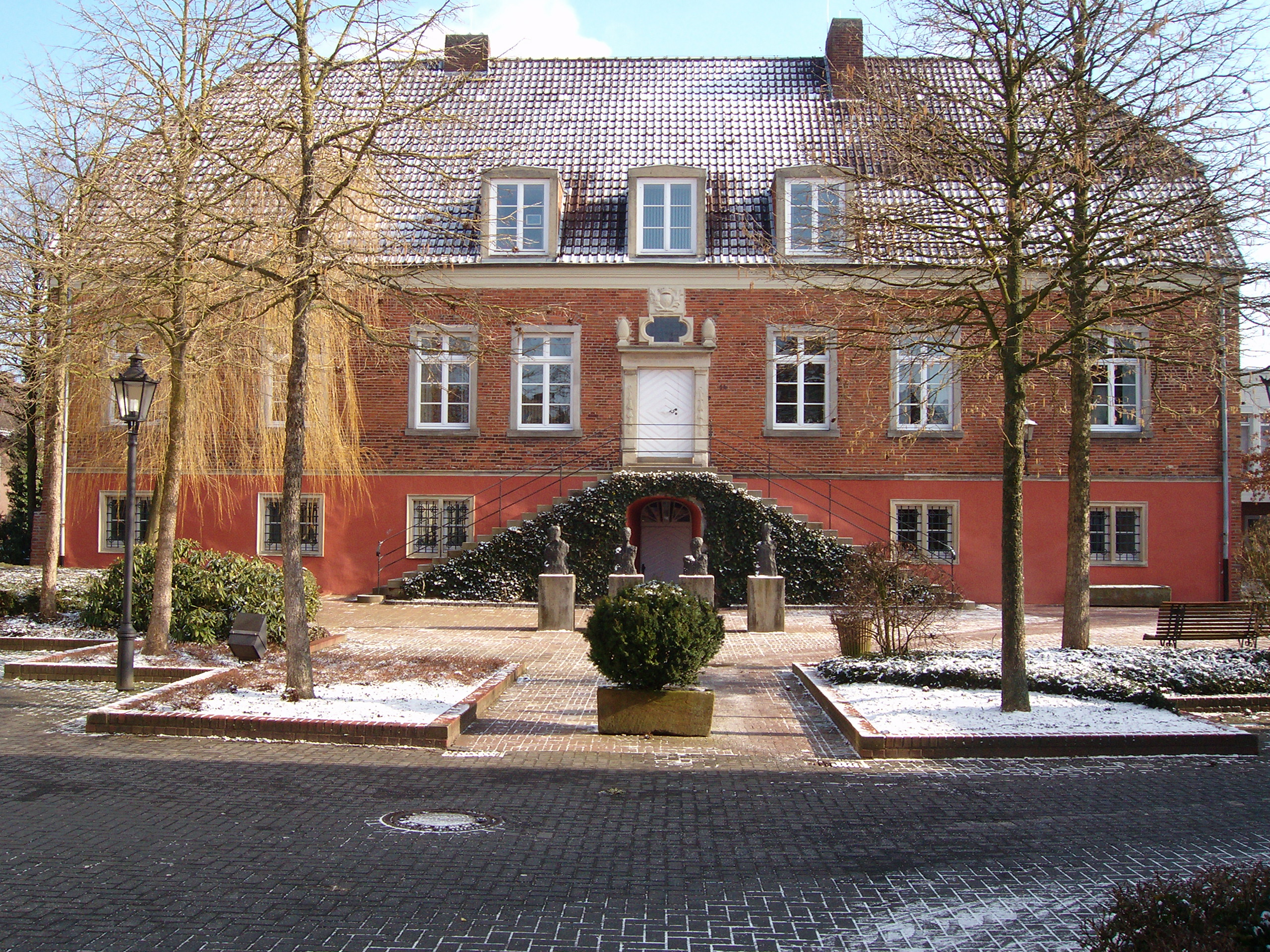
Vreden, het voormalige bisschoppelijk kasteel

Het Prinsbisdom Münster was een bisdom dat ook onder wereldlijk bestuur stond van de bisschop. Deze situatie kwam in 1803 ten einde. Na een korte bezettingstijd door de Fransen (het Lippedepartement) kwam het Münsterland aan Pruisen. Tijdens de zogenaamde cultuurstrijd (Kulturkampf) in de laatste dertig jaar van de 19e eeuw verzetten de katholieken zich tegen de regelgeving, met name op het gebied van onderwijs.
Vanaf 1850 begon in het Münsterland de industrialisering. Vooral de textielindustrie groeide sterk. Op het platteland nam de armoede toe door het alsmaar stijgende aantal geboorten. De landbouw leverde te weinig op en er begon een uittocht, vooral naar de V.S.
Rond 1870 werden in het zuidelijke Münsterland winbare Strontianiet voorraden gevonden. Dit was van groot belang voor de suikerproductie. In de buurt van Beckum, Ahlen, Drensteinfurt kwam het tot een soort 'goudkoorts', die echter net zo snel ten einde was als ze gekomen was toen in Engeland en Sicilië grote voorraden Celestien gevonden werden.
Na de Eerste Wereldoorlog had ook het Münsterland met grote problemen te kampen. Omdat de bevolking katholiek was en in meerderheid op de partij van het midden stemde, kon het nationaalsocialisme slechts langzaam terrein winnen. Gedurende de kristallnacht werden desondanks vrijwel alle synagogen vernield. De joodse bevolking emigreerde of werd gedeporteerd, vele gingen naar Riga. Een van de beroemdste overlevenden van de Holocaust is de vroegere president van de Centrale Raad voor de Joden: Paul Spiegel. Hij groeide op in Warendorf.
In de Tweede Wereldoorlog werd Münster zwaar beschadigd door bombardementen. De binnenstad werd voor 91 procent vernield. Ook andere steden werden kort voor het einde van de oorlog door luchtaanvallen getroffen. Stadtlohn werd bijvoorbeeld ook bijna helemaal platgegooid.
Door de komst van vluchtelingen uit vroegere oostelijke gebieden van Duitsland groeide de bevolking snel. Tegenwoordig in 2007 is het Münsterland een welvarende streek waar de landbouw nog steeds een grote, maar geen centrale rol meer speelt. Het aantal werklozen is het geringst van heel Westfalen.
Op 25 november 2005 kwam het door een onverwacht hevig begin van de winter tot een grote stroomuitval. Grote delen van de regio Borken en de regio Steinfurt (ca. 280.000 mensen) zaten zonder stroom. In Ochtrup was de elektriciteitsvoorziening ook na zes dagen nog niet geheel hersteld. Er waren meer dan duizend hulpverleners in touw. De economische schade was meer dan 100 miljoen euro.

## Economie
Vanouds is economische bedrijvigheid in de streek sterk agrarisch; ook nu nog zijn er veel varkens- en kalvermesterijen. Toch moeten steeds meer bedrijven stoppen, omschakelen of andere bijverdiensten zoeken zoals verdiensten uit het toerisme of uit de verbouw van duurzame grondstoffen.
In het Münsterland bestond tot 2018 steenkoolwinning. In Ibbenbüren werden kolen gewonnen op grote diepte. Een nabijgelegen kolencentrale zette het gewonnen materiaal onmiddellijk om in andere energievormen. De op een na grootste mijn werd in 2000 gesloten. Deze mijn lag in Ahlen en produceerde hoogwaardige cokes.
Een oude traditie in deze streek is de textielindustrie. Reeds vóór de Industriële Revolutie werd op de boerderijen linnen vervaardigd dat door rondreizende handelaars, de zogenaamde 'tödden', tot in Nederland en Pruisen aan de man werd gebracht. Uit een dergelijk handelsgeslacht is ook bijvoorbeeld de firma C&A voortgekomen, die nog tot voor kort haar hoofdkwartier in Mettingen had. Sedert de jaren 50 is de betekenis van de textielindustrie steeds verder afgenomen, wat grote werkloosheid tot gevolg had in de jaren 1980. Ondertussen is de situatie verbeterd. Het percentage mensen met werk is in het Münsterland het hoogst van heel Noordrijn-Westfalen. De basis hiervoor wordt gevormd door een industrie die bestaat uit een brede verscheidenheid aan middelgrote ondernemingen en daardoor relatief stabiel is.
De overheid stimuleert het toerisme door bijvoorbeeld het plaatsen van grote aantallen wegwijzers in het 'fietspark Münsterland'. Ook voor wandelaars en kanoërs is deze regio aantrekkelijk. Onder de naam 'Regionale 2004' heeft de deelstaat Noordrijn-Westfalen een programma voor structurele verbetering opgezet waarmee het toerisme is aangewakkerd. Daarnaast probeert men vooral in de streek rond Warendorf de recreatieve ruitersport te ontwikkelen.

## Bezienswaardigheden en cultuur
De architectuur in het Münsterland kenmerkt zich door een groot aantal kerken, kloosters en kastelen die zich merendeels nog in een goede staat bevinden. Doordat er weinig heuvels zijn, is de fiets een geliefd vervoermiddel. Er zijn vele goed bewegwijzerde fietsroutes, zoals de 100 Schlösser Route en het Europese fietspad. Vooral binnen de stadsgrenzen van Münster is het aantal fietspaden aanzienlijk. De tuinen en parken van het Münsterland zijn aangesloten bij het netwerk van Europese tuinmonumenten.
Een culturele eigenaardigheid in en rond de stad Münster is het bijzondere dialect Masematte, dat vaak onbewust gebruikt wordt en bij bezoekers bevreemding wekt. Verder kent het Münsterland nog twee andere dialecten, namelijk het West-Münsterlands en het Münsterlands.

### Kastelen

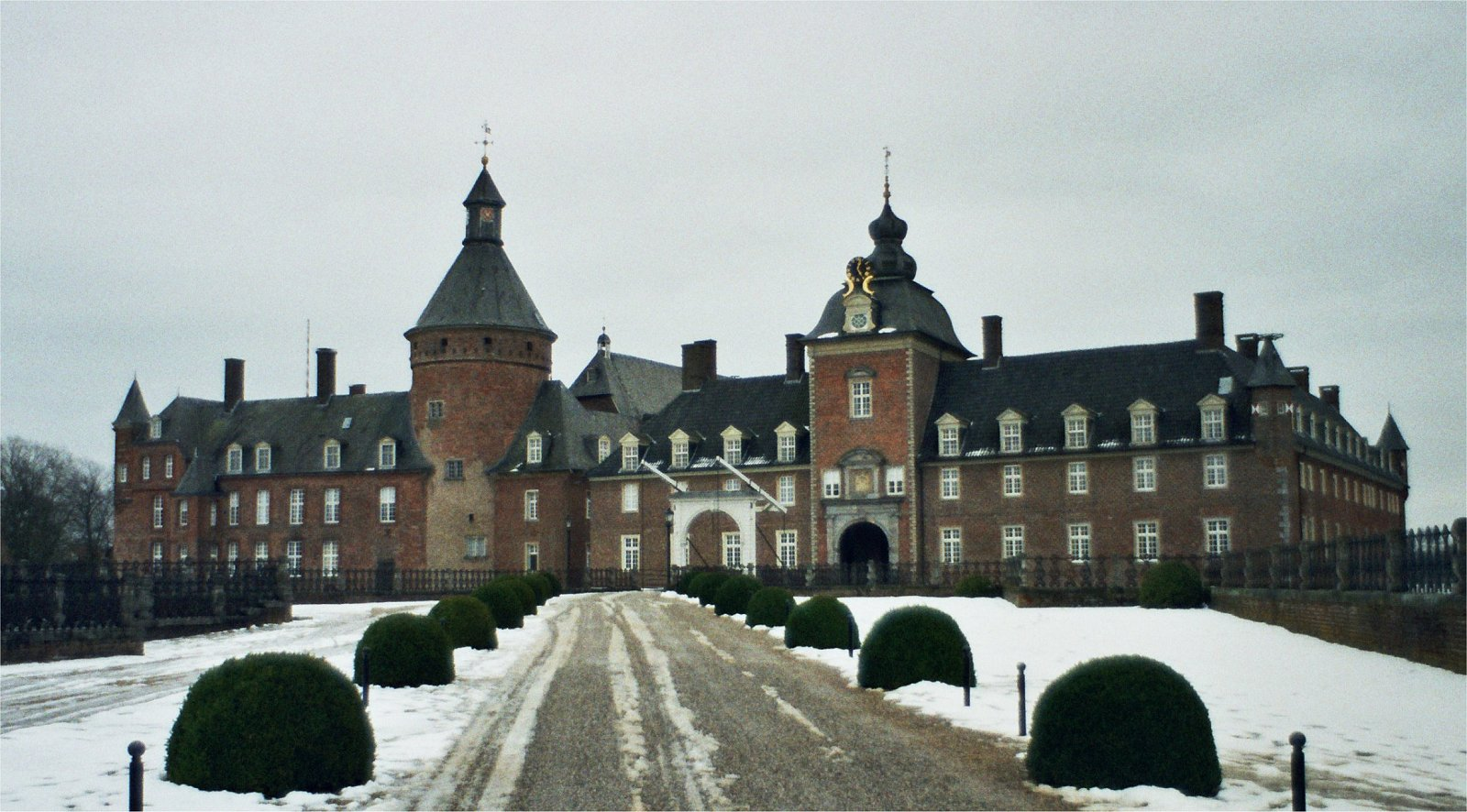
Waterslot Anholt

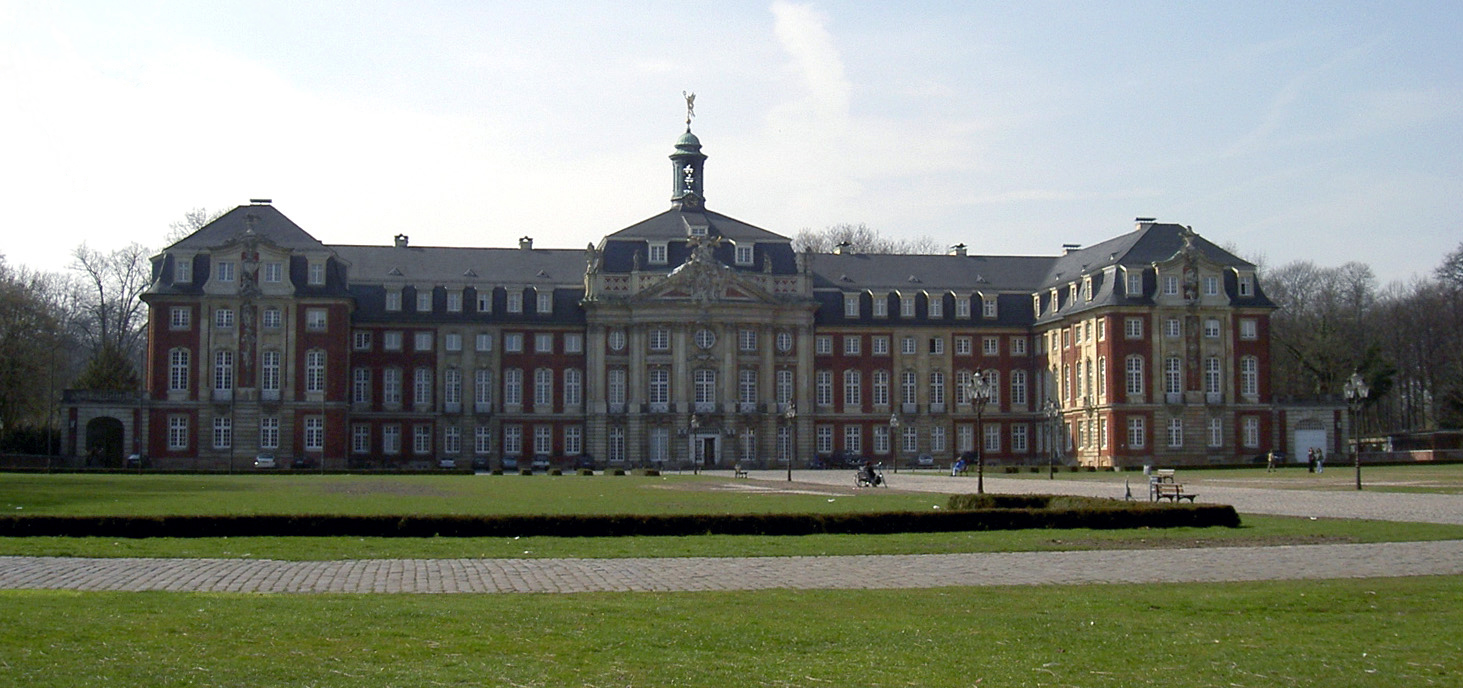
Het kasteel van Münster

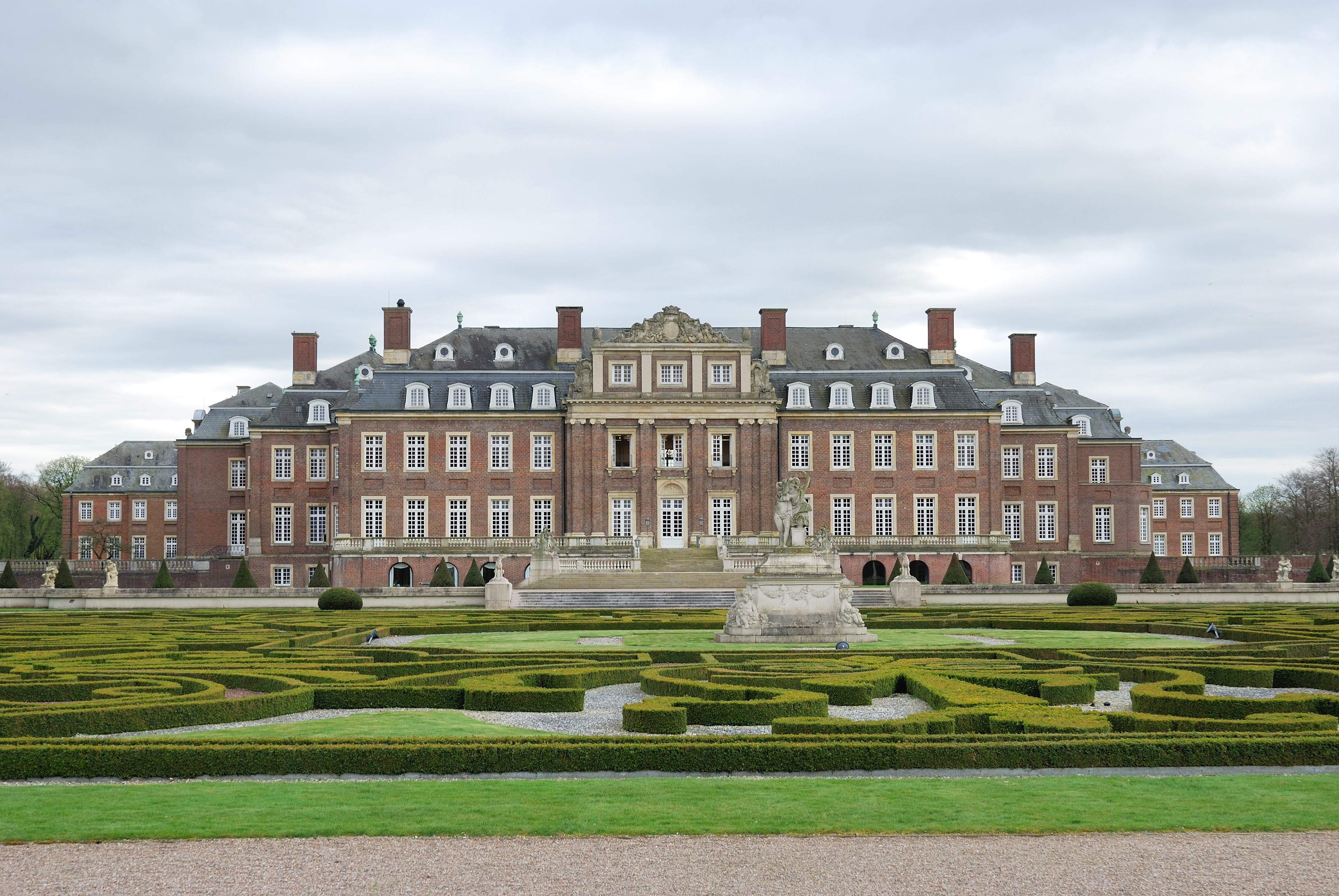
Slot Nordkirchen

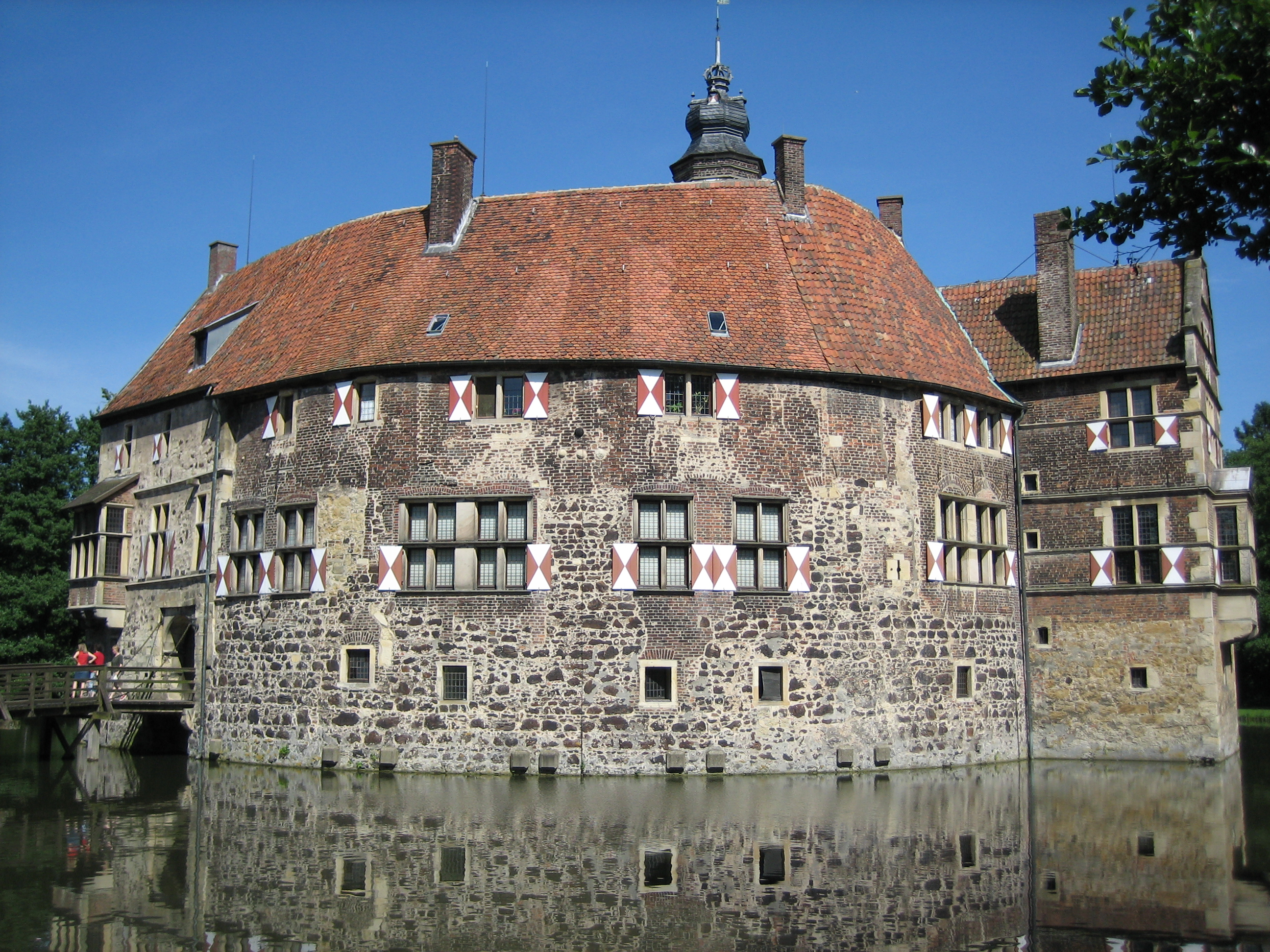
Kasteel Vischering

In het Münsterland bevinden zich vele kastelen en burchten. Vooral het type waterslot is rijk vertegenwoordigd. De mooiste kastelen zijn opgenomen in de 100 Kastelen Route.
De belangrijkste kastelen zijn:
- Waterslot in Ahaus
- Kasteel Anholt in Isselburg bij Bocholt
- Slot Buldern in Buldern (gemeente Dülmen), woonplaats van de als 'gekke Bomberg' bekendstaande Baron Gisbert von Romberg
- Slot Burgsteinfurt
- Concertgalerie in de Bagno in Burgsteinfurt
- Slot Cappenberg, bergkasteel, voormalig bezit van Heinrich Friedrich Karl vom Stein, was vroeger een klooster met een romaanse kloosterkerk in Selm
- Slot Crassenstein in Wadersloh-Diestedde
- Kasteel Darfeld
- Drostenhof Wolbeck
- Erbdrostenhof in Münster (een van de vele werken van de beroemde barok-architect Johann Conrad Schlaun)
- Slot Harkotten bij Sassenberg
- Kasteel Hülshoff in Havixbeck
- Huis Itlingen in Herbern, gemeente Ascheberg (Johann Conrad Schlaun)
- Kasteel Lembeck bij Dorsten-Lembeck
- Slot Varlar bij Coesfeld
- Slot Möhler bij Herzebrock
- Aartsbisschoppelijk paleis in Münster (Johann Conrad Schlaun)
- Slot Nordkirchen, het zogenaamde Westfälische Versailles (Johann Conrad Schlaun)
- Slot Raesfeld, gebouwd door de zg. Westfaalse Wallenstein
- Huis Rüschhaus (Johann Conrad Schlaun)
- Schloss Senden te Senden (Coesfeld)
- Huis Steinfurt in Drensteinfurt (barokkasteel)
- Kasteel Stromberg in Oelde-Stromberg, bergslot aan de uitlopers van de Beckumse Bergen
- Slot in Velen
- Haus Venne in Drensteinfurt - Mersch
- Kasteel Vischering in Lüdinghausen
- Slot Westerwinkel in Ascheberg-Herbern
- Kasteel Gemen in Borken

### Kerken

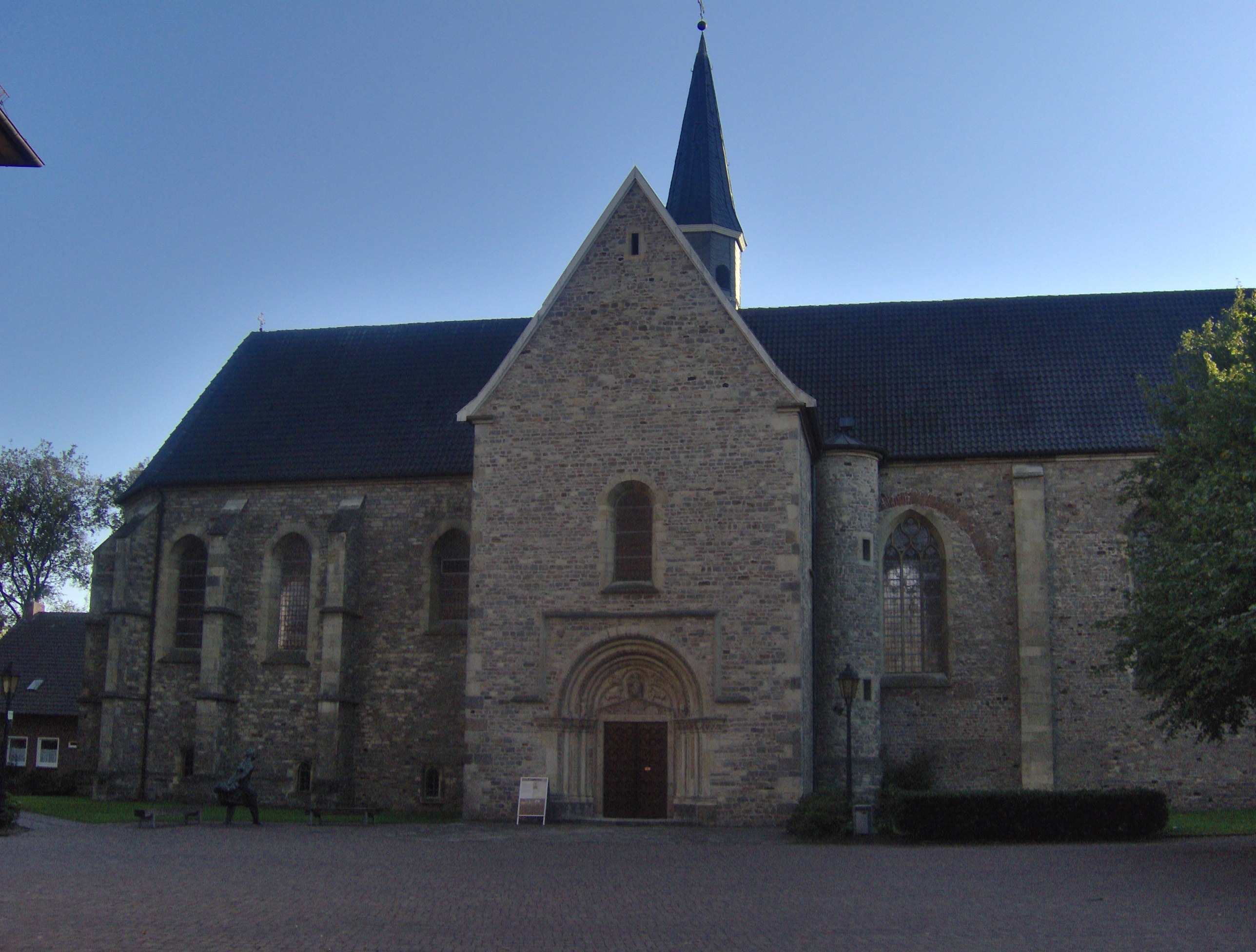
De stichtskerk Sankt Felizitas in Vreden

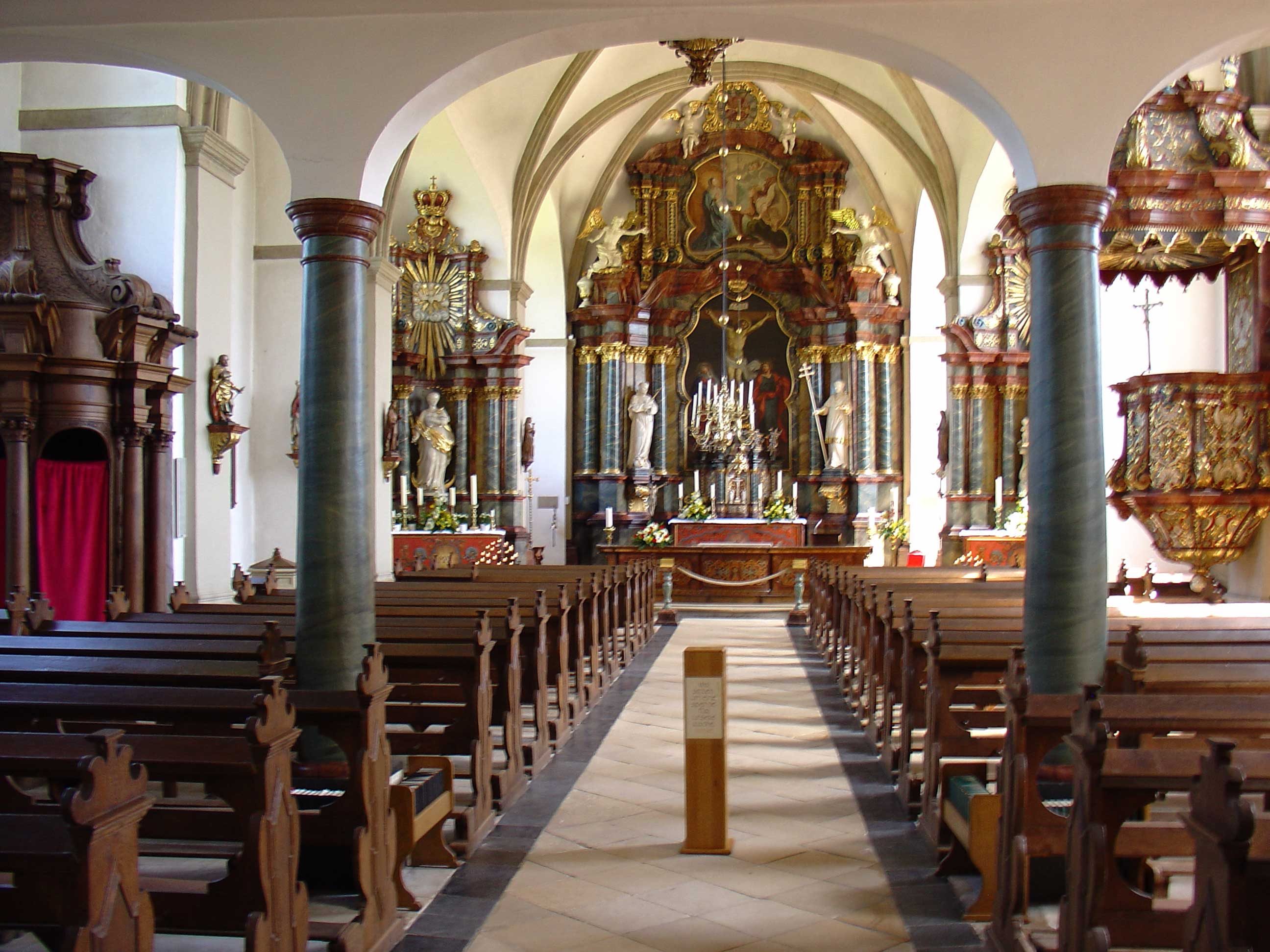
De barokkerk Sint Franciscus in Zwillbrock

Het Münsterland heeft een lange katholieke geschiedenis. Münster is de naam van een groot bisdom. Hoewel veel kerken in de Tweede Wereldoorlog werden beschadigd, is een groot aantal architectonisch waardevolle gebouwen bewaard gebleven.
De interessantste kerken in de regio zijn:
- St.-Paulus-Dom in Münster
- Clemenskirche in Münster
- Lambertikerk in Münster
- St. Mauritskerk in Münster
- St. Antoniuskerk in Gronau
- St. Agathakerk in Gronau (Epe)
- St. Georg in Ameke
- St. Lambertuskirche in Ascheberg
- St. Nikomedes-parochiekerk in Borghorst
- Proosdijkerk St. Remigius in Borken
- Ludgerus-Dom in Billerbeck
- Johanniskerk in Billerbeck
- Grote Kerk in Burgsteinfurt
- Heilig Kruis-kerk in Dülmen
- Stiftskerk in Freckenhorst
- St. Sixtuskerk in Haltern am See
- Kloosterkerk in Marienfeld, gemeente Harsewinkel
- Martinikerk van het sticht te Nottuln
- St. Briktiuskerk in Schöppingen
- Vredeskerk voormalige dorpskerk in Selm
- Bedevaartskerk H. Kruis in Stromberg (Oelde)
- Stichtskerk St. Felicitas in Vreden
- Barokkerk St. Franziskus in Zwillbrock (bij Vreden)

### Musea
Interessante musea bevinden zich in:
- Altenberge: historische ijskelder van een bierbrouwerij met gewelven
- Ahlen: museum voor kunst
- Billerbeck: Kolvenburg
- Bocholt: textielmuseum, gemeentelijk museum Bocholt, museum van het handwerk, torenklokkenmuseum
- Borghorst: Heimatmuseum
- Coesfeld-Lette: Eisenbahnmuseum
- Emsdetten: Galerie Münsterland, Wannenmacher-Museum
- Gescher: Westfaals klokkenmuseum, Westfaals-Nederlands imkerijmuseum
- Greven: Sachsenhof
- Gronau: rock- en popmuseum
- Gronau: Drilandmuseum
- Haltern am See: Westfälisches Römermuseum
- Havixbeck: Baumberger Sandstein Museum, Droste-Museum, Burg Hülshoff, Rundfunkmuseum Holtstiege
- Lüdinghausen: Münsterlandmuseum in het kasteel Burg Vischering
- Ochtrup: pottenbakkersmuseum
- Oelde: museum voor Westfaalse literatuur, Klipp-Klapp-Kindermuseum, Deutsches Zentrifugenmuseum, Georg-Lechner Biermuseum
- Ostbevern-Brock: museum van de geschiedenis van de techniek van het kledingwassen
- Mettingen: schoolmuseum, postmuseum
- Münster: diverse musea, zie: Musea in Münster
- Riesenbeck: museum met een collectie landbouwmachines
- Sendenhorst: koetsenmuseum
- Tecklenburg: poppenmuseum met een modelspoorbaan (spoor N)
- Telgte: kerstfigurenmuseum
- Vreden: Het Hamaland-Museum herbergt een collectie historische gebruiksvoorwerpen afkomstig van het platteland en een Scherenschnitt-Museum
- Wadersloh: abdij Liesborn
- Werne: Karl Pollender Heimatmuseum

### Sculptuurbiennale Münsterland
De sculptuurbiennale is een gemeenschappelijk initiatief van Borken, Coesfeld, Steinfurt en Warendorf. De eerste editie van de biennales vond plaats in 1999. In 2005 was de beurt aan Borken.
De beeldhouwwerken die in het kader van de Skulptur Biennale Münsterland worden opgesteld, zijn over de hele omgeving van Borken verspreid en blijven soms na afloop van de tentoonstelling bestaan. Heel apart is de houten helikopter in het stadspark van Vreden waarvan de propellers worden aangedreven door een nabijgelegen watermolen.

### Theater
In de stad Münster zijn de volgende theaters gevestigd:
- Gemeentelijke podia Münster, Städtische Bühnen Münster; met een groot theater voor opera en toneel en een kleiner theater voor kamerstukken, jeugd- en kindertheater
- Het Wolfgang Borchert Theater; het oudste onafhankelijke theater van Westfalen; premières, modern theater en bijzondere stukken
- Het Theater in het Pompgebouw, Theater im Pumpenhaus; verschillende opvoeringen en danstheater
- Freuynde & Gaesdte, een vrije theatergroep van hoog niveau met nieuwe vertalingen en opvoeringen, die steeds op originele locaties plaatsvinden
- Kleiner Bühnenboden
- Boulevard Münster; onafhankelijk initiatief voor 'boulevardtheater'

### Openluchttheaters
In het Münsterland bevinden zich meerdere openluchttheaters
- Tecklenburg (Duitslands grootste openlucht-muziektheater)
- Greven-Reckenfeld
- Billerbeck
- Oelde-Stromberg (Kasteeltheater)
- Werne
- Coesfeld

## Landschappen en natuurgebieden
In de landelijke regio's van het Münsterland liggen meerdere natuur- en vogelbeschermingsgebieden, waar het oorspronkelijke karakter van het landschap bewaard is gebleven.
- Gildehauser veen (Gronau) grenst aan Nedersaksen
- het oude bos (met veel open plekken) de Davert tussen  Senden en de stad Münster
- Rieselfelder Münster
- Zwillbroeker veen grenst aan Nederland
- Aamsveen (Gronau) grenst aan Nederland

## Personen uit deze regio
- Johannes Georg Bednorz (Nobelprijswinnaar)
- Heinrich Brüning
- Annette von Droste-Hülshoff
- Christoph Bernhard von Galen
- Clemens August Graf von Galen
- Augustin Wibbelt (priester en streektaaldichter)
- Paul Spiegel
- Udo Lindenberg (zanger)